# Pestañas postizas
Pestañas Postizas (coneguda en alguns països com False Eyelash) és una pel·lícula dramàtica de 1982, dirigida per Enrique Belloch, autor també del guió; Juan Clemente Prosper era cap de producció i fou protagonitzada per Queta Claver, Carmen Belloch, Antonio Banderas, El film va ser realitzat per Q.B. Films i estrenat el 17 de setembre de 1982.

## Argument
La relació entre Juan (Antonio Banderas) i Marita (Carmen Belloch) passa per diferents estadis. Després de dos anys Juan finalitza el vincle amb la seva parella, qui el mantenia, fins que va aparèixer Adela (Queta Claver), una altra dona de la qual obtenir diners.

## Repartiment
- Queta Claver - Adela
- Carmen Belloch - Marita
- Antonio Banderas - Juan
- Iñaki Miramón - Fernando

## Producció
Va ser la segona pel·lícula protagonitzada per Antonio Banderas, però no sols no va ser estrenada sinó que mai no ha tingut llicència d'exhibició.